# Lá sustenido

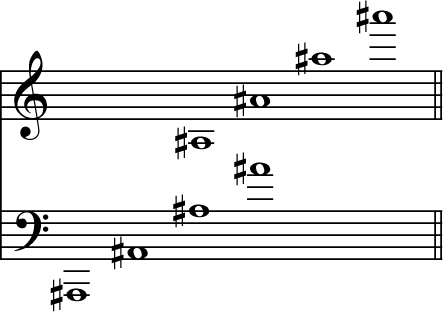
Lá sustenido em diferentes posições da pauta musical

Lá sustenido (Lá♯ na notação europeia e A♯ na americana) é uma nota musical um semitom acima de lá e uma abaixo de si. É, pois, enarmônica das notas si bemol e dó dobrado bemol.

## Altura
No temperamento igual, o lá sustenido que fica logo acima do dó central do piano (A♯4) tem a freqüência aproximada de 467 Hz. Tem dois enarmônicos, B♭ e C♭♭.